# Tomosvaryella ruwenzoriensis
Tomosvaryella ruwenzoriensis är en tvåvingeart som beskrevs av De Meyer 1993. Tomosvaryella ruwenzoriensis ingår i släktet Tomosvaryella och familjen ögonflugor.
Artens utbredningsområde är Kongo. Inga underarter finns listade i Catalogue of Life.